# Бреги Забочки Доњи
Бреги Забочки Доњи су насељено место у граду Забок, Крапинско-загорска жупанија, Хрватска.

## Историја
До територијалне реорганизације у Хрватској били су у саставу старе општине Забок. Као самостално насеље Бреги Забочки Доњи постоје од пописа 2021. године. Настао је поделом некадашњег насеља Бреги Забочки 2010. у два нова насеља: Бреги Забочки Доњи и Бреги Забочки Горњи, које је потом укинуто и укључено у насеље Забок.

## Становништво
Према првим прелиминарним резултатима пописа становништва 2021. године, Бреги Забочки Доњи су имали 78 становника.
| Број становника према пописима |
| ------------------------------ |
| 2021                           |
| 78                             |

Напомена: На попису 2021. настало поделом некадашњег насеља Бреги Забочки на два нова насеља: Бреги Забочки Доњи и Бреги Забочки Горњи, које је потом укинуто и припојено насељу Забок.